# Myrmeleon obducens
Myrmeleon obducens är en insektsart som beskrevs av Walker 1860. Myrmeleon obducens ingår i släktet Myrmeleon och familjen myrlejonsländor. Inga underarter finns listade i Catalogue of Life.